# Brandt Mle 1935
Il Brandt 60 mm Modèle 1935 era un mortaio leggero sviluppato dalla francese Brandt negli anni venti ed impiegato da varie nazioni durante la seconda guerra mondiale.

## Storia
Il mortaio fu progettato da Edgar Brandt come arma di accompagnamento a tiro indiretto a livello di compagnia delle forze armate francesi. Il successo fu tale che venne prodotto su licenza o direttamente copiato da diversi paesi, quali Stati Uniti d'America e Cina. La Romania acquistò pezzi francesi e poi li produsse in loco su licenza, prima e durante la seconda guerra mondiale.
Il pezzo diventò il modello di riferimento per tutti i mortai leggeri usati durante la seconda guerra mondiale. Oltre a dare origine alla diretta copia americana M2, esemplari di preda bellica furono usati dai tedeschi come 6 cm Granatwerfer 225(f).
Il mortaio è rimasto in uso presso l'Armée de terre fino alla fine degli anni sessanta.

## Tecnica

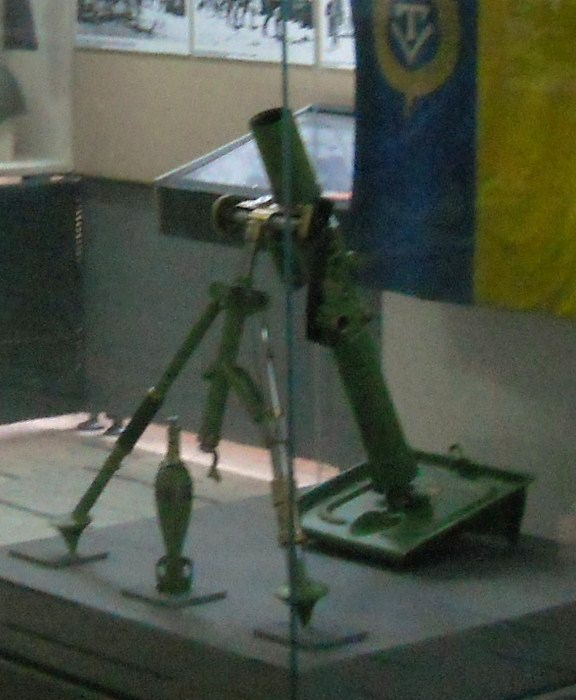
Il mortaio e la sua granata esposti nel Museo militare nazionale di Bucarest.

Il Brandt Mle 1935 era un'arma semplice ed efficace, composta da un tubo a canna liscia fissato su una piastra di base, sorretto ed orientato da un leggero affusto a bipiede. L'arma era operata da una squadra di 5 uomini. Quando la granata veniva lasciata cadere all'interno della canna, l'innesco sulla base del codolo della bomba impattava con un percussore fisso sulla base del tubo; questo innescava la carica di lancio.
Le granate impiegate avevano un peso variabile tra i 1,33 kg ed i 2,2 kg. Un reggimento di fanteria francese del 1940 disponeva di 200 colpi per ognuno dei 9 mortai Mle 1935 in dotazione organica.